# XINLISUPREME
シンリシュープリーム（XINLISUPREME）は、日本の音楽家。

## 概要
2002年3月に1stフルアルバム「Tomorrow Never Comes」、同年11月ミニ・アルバム「Murder License」をイギリスファットキャット・レコーズからリリース。2010年、「Seaside Voice Guitar」をオフィシャルサイト上で発表。2018年、2ndフルアルバム「I Am Not Shinzo Abe」を配信リリースした。

## ディスコグラフィー

### アルバム
- Tomorrow Never Comes（2002年）
- I Am Not Shinzo Abe （2018年）

### シングル & EPs
- All You Need Is Love Was Not True（2001年）
- Murder License EP ミニアルバム（2002年）
- Seaside Voice Guitar（2010年）
- 4 Bombs （2012年）
- 始発電車 The First Train （2015年）
- I Am Not Shinzo Abe （2015年）
- J-Pop （2019年）
- Shuwatch! （2020年）